# Coutras
Coutras egy francia település Gironde megyében az Aquitania régióban. Lakosainak száma 8695 fő (2022. január 1.).

## Adminisztráció
Polgármesterek:
- 2001–2014 Marie-Claire Arnaud (PS)
- 2014–2020 Jérôme Cosnard

## Demográfia
| Lakosok száma | 5830 | 6351 | 7003 | 7584 | 8062 | 8545 | 8606 | 8582 | 8623 | 8695 |
|               | 1968 | 1982 | 1999 | 2006 | 2011 | 2015 | 2017 | 2018 | 2020 | 2022 |

## Látnivalók
- Saint-Jean-Baptiste gótikus templom

### Galéria

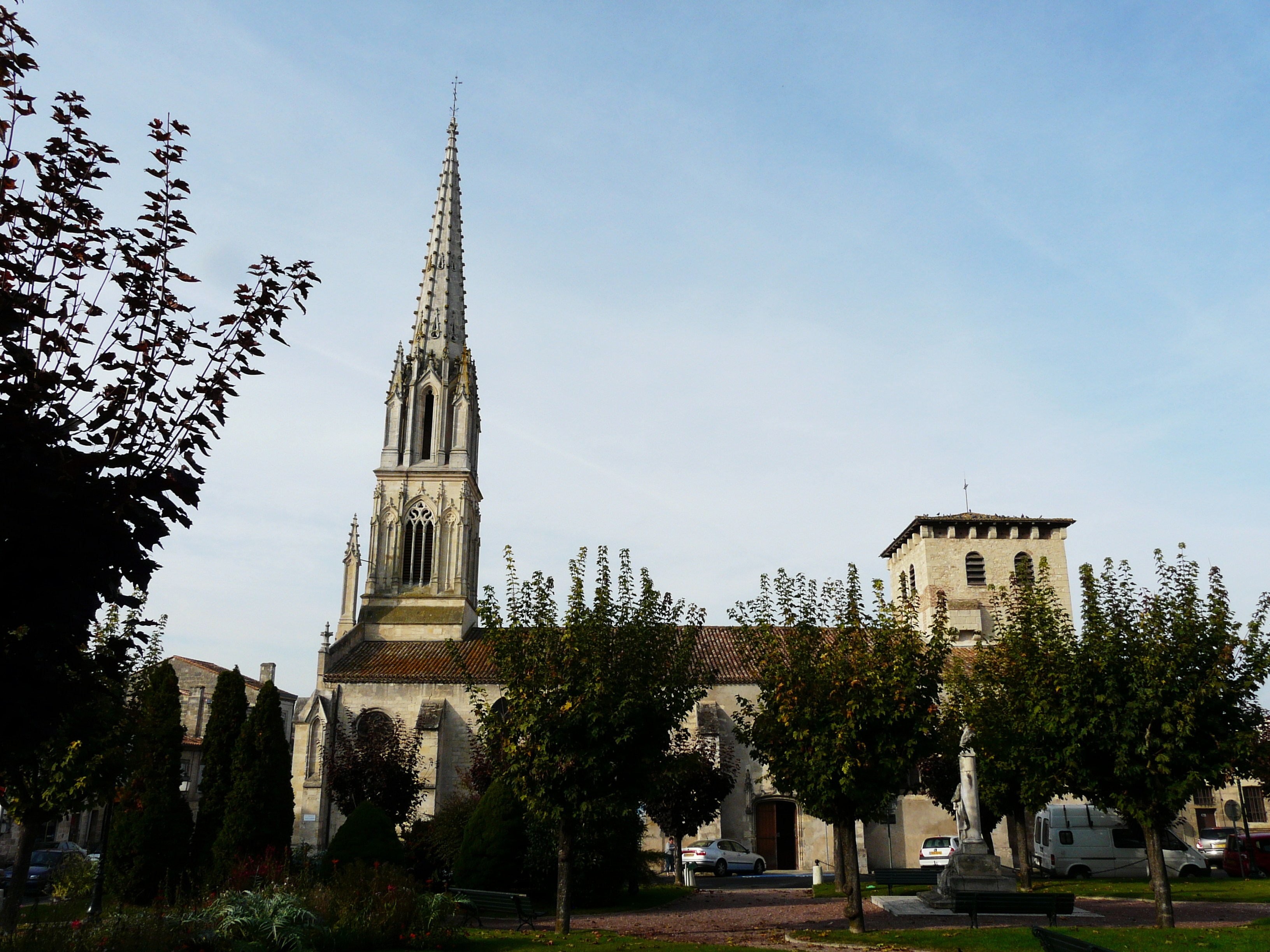
Saint-Jean-Baptiste
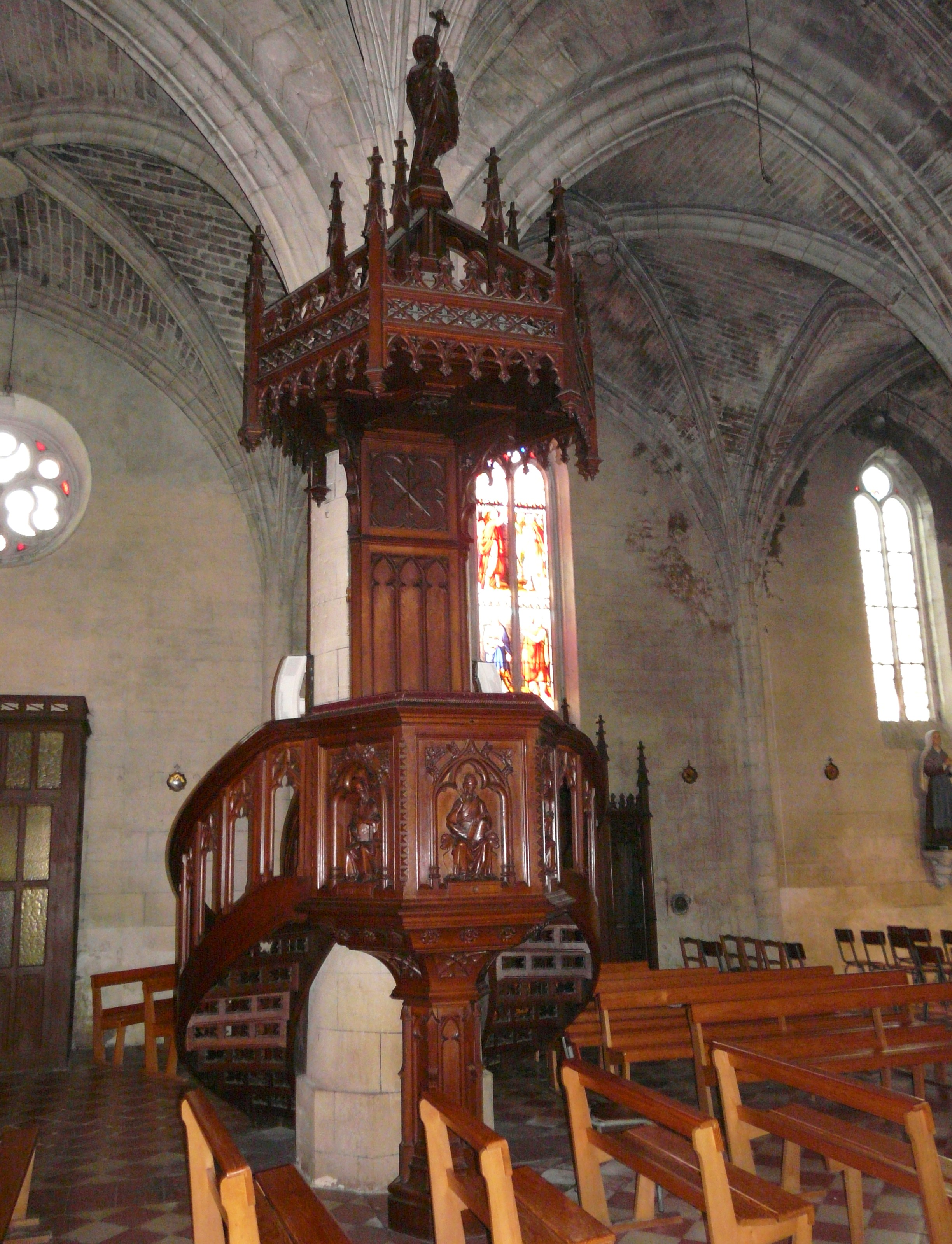
Szószék
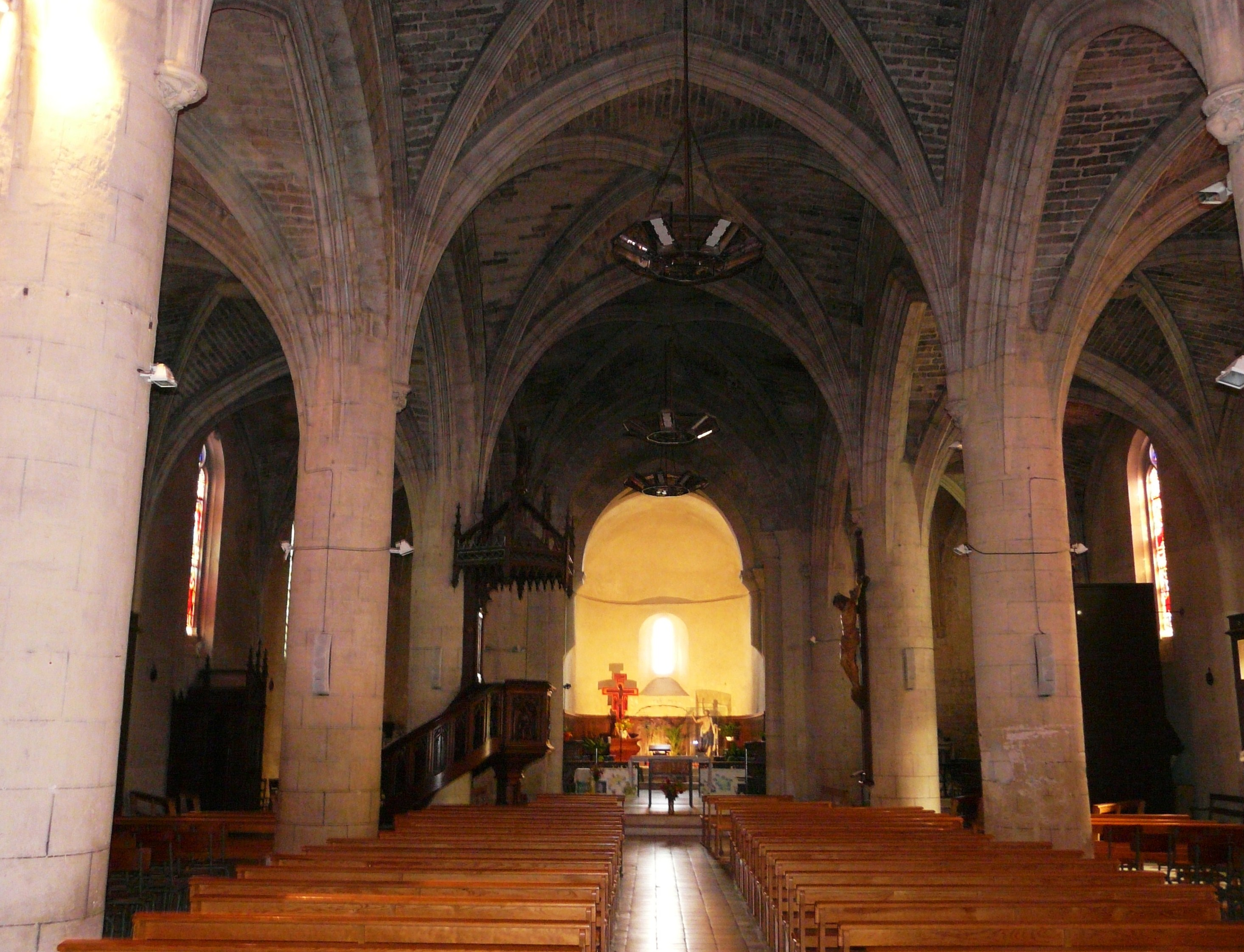
Templom
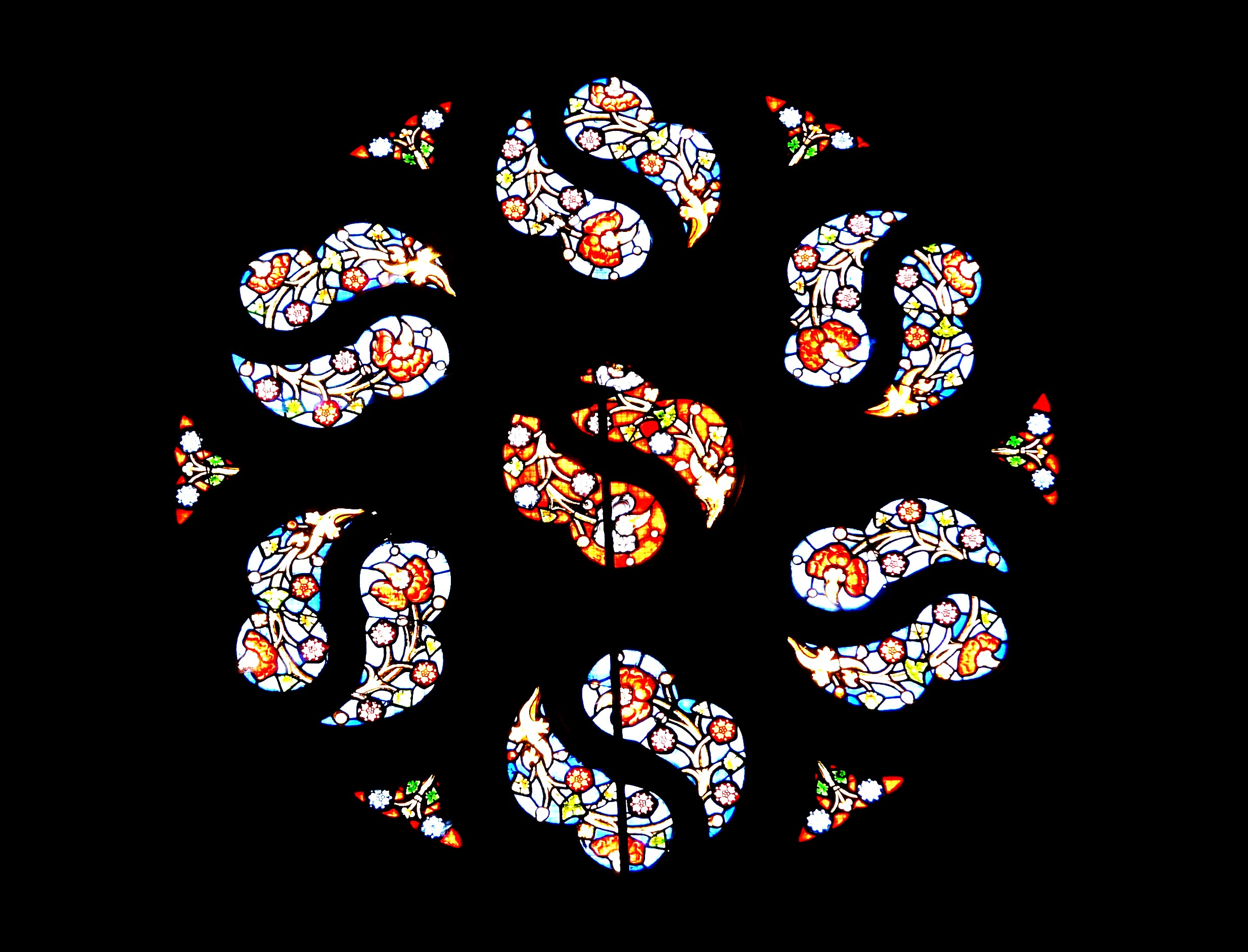
Ablak

## Testvérvárosok
- Dornstadt Németország 1989-óta
- Blaenavon Egyesült Királyság 1986-óta